# Nikolai Alexandrovitch Kudryavtsev
Nikolai Alexandrovich Kudryavtsev (Николай Александрович Кудрявцев) (Opochka, 21 de Outubro, 1893 - Leningrado, 12 de Dezembro, 1971) foi um geólogo de petróleo da Rússia. Ele é fundador e pai da Moderna Teoria da Origem Abiótica do Petróleo, a qual estabelece que o petróleo é formado por fontes não biológicas, situadas nas profundezas da terra (manto).
Ele graduou-se no Instituto de Minas de Leningrado em 1922, obtendo o título de Doutor em Ciências em geologia e mineralogia em 1936 e tornou-se professor em 1941. Iniciou sua carreira de geólogo em 1920, no Comitê Geológico da ex-URSS. Ele sofreu repressões políticas durante o regime de Stalin, por seu pensamento não ortodoxo.
Kudryavtsev conduziu estudos geológicos regionais que resultaram na descoberta de campos comerciais de gas e óleo em Grozny, distrito da Chechênia, Ásia Central, Timan-Pechora e outras regiões da da ex-União Soviética

## Regra de Kudryavtsev
Regra de Kudryavtsev estabelece que o petróleo está presente, em grandes ou pequenas quantidades, mas em todos horizontes, aparentemente e totalmente independente das variações das condições da formação desses horizontes.

### Desenvolvimento da Regra
O geólogo Nikolai Kudryavtsev foi também um proeminente e forte defensor da teoria abiogênica. Ele argumentou que o petróleo não se assemelha em composição química a óleos produzidos por plantas em laboratório sob condições semelhantes aquelas encontradas na natureza.
Forneceu muitos exemplos de que algumas quantidades comerciais de petróleo também são encontradas no embasamento cristalino ou metamórfico, imediatamente abaixo dos sedimentos que os recobrem. Citou casos em Kansas, Califórnia, oeste da Venezuela e Marrocos. Ele também apontou que os reservatórios de óleo em estratos sedimentares são frequentemente relacionados à fraturas/falhas no embasamento diretamente abaixo. Isso pode ser evidenciado no campo supergigante de Ghawar na(Arábia Saudita); em Panhandle Field no Kansas (Estados Unidos), os quais também produzem hélio; o campo de Tengiz (Cazaquistão); White Tiger (Vietnam); e inumeráveis outros exemplos. O campo de Lost Soldier em Wyoming apresenta diversos reservatórios de óleo desde o embasamento, passando por arenitos cambrianos. Hidrocarbonetos gasosos, notou, não são raros em rochas ígneas e metamórficas do Escudo Canadense. Ocorrências de petróleo em gnaisses pré-cambrianos foram encontrados em poços na costa oeste do Lago Baikal, na Rússia.
Kudryavtsev concluiu que as acumulações comerciais são simplesmente encontradas onde zonas permeáveis são recobertas por zonas impermeáveis.
Kudryavtsev introduziu um número de relevantes observações para argumentos em favor da origem inorgânica do petróleo:
- Colunas de chamas tem sido vistas durante erupções de alguns vulcões, algumas vezes atingindo 500 metros de altura, tal como a ocorrida durante a erupção do Monte Merapi, em Sumatra, em 1932.
- As erupções dos vulcões de lama têm libertado tamanhas quantidades de metano que mesmo o mais prolífico campo de gas do planeta já teria se exaurido há muito tempo atrás.
- As quantidades de lama depositadas em alguns casos iriam requerer erupções de muito mais gas do que qualquer campo de gas conhecido.
- A água presente nos vulcões de lama carrega substâncias como iodo, bromo e boro que não poderiam ser derivadas dos sedimentos locais, e excedem em centenas de vezes as concentrações na água do mar.
- Vulcões de lama são frequentemente associados com vulcões de lava, e a típica relação é que quando próximos, os vulcões de lama emitem gases incombustíveis, enquanto que quando mais distantes emitem metano.
- Ele conheceu as ocorrências de óleo nas rochas de embasamento da península de Kola, na Rússia, e as exudações superficiais de óleo junto ao lago de Siljan Ring, na Suécia, que é uma cratera de impacto. Ele notou, como acima mencionado, que as enormes quantidades de hidrocarbonetos nas areias betuminosas de Athabasca tar sands, no Canadá, deveria requerer uma vasta quantidade de "rochas geradoras" para um ponto de vista ortodoxo, porém nunca essas tais rochas foram encontradas.

## Obras
Outlook of the West Siberian petroleum potential. Kudryavtsev N.A., Ed. - Moscow and Leningrad, GosGeolIzdat. - 307 p. (em russo)
Kudryavtsev N.A., 1951. Against the organic hypotesis of oil origin. Oil Economy Jour. [Neftyanoe khoziaystvo], no. 9. - pp. 17–29 (em russo)
Kudryavtsev N.A., 1955. Recent state of the origin of petroleum problem. In: Discission on the problem of oil origin and migration. - Kiev, Ukrainian SSR Ac. Sci. Publ. - p. 38-89 (em russo)
Kudryavtsev N.A., 1959. Oil, gas, and solid bitumens in the igneous and metamorphic rocks. VNIGRI Proc. no. 142. - Leningrad, GosTopTechIzdat Publ. - 278 p. (em russo)
Kudryavtsev N.A., 1963. Deep Faults and Oil Deposits. - Leningrad, GosTopTekhIzdat. – 220 p. (em russo)
Kudryavtsev N.A., 1964. Factors governing distribution of oil and gas fields in the Earth's crust. In: Petroleum Geology [Geologiya nefti]. Papers of XXII Geological Congress presented by Soviet geologists. - Nedra Press (em russo)
Kudryavtsev N.A., 1966. On haloid metasomatism. In: Problems of oil origin. Porfiriev V.B., Ed. - Kiev, Naukova Dumka Publ. - pp. 144–173 (em russo)
Kudryavtsev N.A., 1967. Closing speech. In: Proc. Conference on Distribution regularities and formation conditions for oil and gas fields in the West Siberia Plain. - Moscovo, Nedra Press. - pp. 246–249. (em russo)
Kudryavtsev N.A., 1973. Genesis of oil and gas. - Leningrado, Nedra Press. - 216 p. (em russo)